# Rhinocricus maltzani
Rhinocricus maltzani är en mångfotingart som beskrevs av Pocock 1894. Rhinocricus maltzani ingår i släktet Rhinocricus och familjen Rhinocricidae. Inga underarter finns listade i Catalogue of Life.